# Новосибірська консерваторія
Новосибірська державна консерваторія імені Глінки — вищий навчальний заклад у Новосибірську. Заснована 1965 року. Має 7 Факультетів:
- Фортепіанний
- Оркестровий
- Народних інструментів
- Вокальний
- диригентський
- Теоретико-композиторський
- Підвищення кваліфікації та професійної перепідготовки спеціалістів

## Відомі люди

### Ректори
- Арсеній Котляревський (1961—1968)

### Викладачі
- Михайло Берденников (професор кафедри хорового диригування, її завідувач; 1964—1967)

### Випускники
- Тамара Лагунова — народна артистка України.

## Репутація
У 2014 році ректор закладу Курленя К.М. став одним із підписантів Заяви діячів культури на підтримку дій Путіна в Україні та Криму